# Zensur in Tunesien

Lage Tunesiens an der nordafrikanischen Mittelmeerküste

Als Zensur in Tunesien wird der Versuch bezeichnet, den Austausch von Informationen mit unerwünschten Inhalten in Tunesien zu unterbinden oder einzuschränken und Verbreitung sowie Inhalte des Informationsaustausches, vor allem über Massenmedien, zu kontrollieren. In der Geschichte Tunesiens fanden Maßnahmen zur Informationskontrolle seit dem Bestehen öffentlicher Medien im 19. Jahrhundert statt, wobei den Maßnahmen je nach geschichtlichem Hintergrund verschiedene Interessen zu Grunde lagen und unterschiedliche Akteure daran beteiligt waren. Während im 1881 errichteten französischen Protektorat versucht wurde, vor allem Unabhängigkeitsbestrebungen zu unterdrücken, richteten sich die Zensurmaßnahmen nach der Gründung der Tunesischen Republik überwiegend gegen Kritik an der Regierung und politischen und sozialen Missständen sowie gegen Aktivitäten oppositioneller Gruppen und Gewerkschaften. Auch die der Zensur unterliegende Medienlandschaft wandelte sich stetig, bis in die Mitte des 20. Jahrhunderts waren vor allem Printmedien, überwiegend Zeitungen, von Zensur betroffen. Danach entwickelten sich Rundfunkmedien, auch künstlerische Werke wie Theateraufführungen zogen Aufmerksamkeit auf sich. Schließlich stellte das Internet und der Übergang ins Informationszeitalter eine neue Herausforderung für die Zensoren dar.
Besondere Ausmaße nahmen die Zensurbestrebungen unter dem autoritär regierenden Präsidenten Zine el-Abidine Ben Ali zwischen 1989 und 2011 an, in dessen Amtszeit weitreichende Instrumente und Strukturen zur Kontrolle nahezu des gesamten Bereichs öffentlicher Kommunikation geschaffen wurden. In internationalen Bewertungen der Meinungs- und Pressefreiheit nahm Tunesien in dieser Zeit hintere Plätze ein. In der öffentlichen Wahrnehmung des Landes spielte die Zensur trotzdem selten eine Rolle, die internationale Gemeinschaft hielt sich mit Verurteilungen zurück.
Nach der Tunesischen Revolution verbesserte sich die Situation ab Anfang 2011 deutlich. Instrumente und Gesetze zur Ermöglichung der Zensur wurden überwiegend abgeschafft, vereinzelt behindern jedoch noch immer informelle Strukturen der alten Regierung die Meinungs- und Pressefreiheit. Auch regelmäßige Übergriffe auf Journalisten sind dokumentiert. Mit dem wachsenden Einfluss islamistischer Strömungen und der Partei Ennahda werden erneute Einschränkungen befürchtet und beobachtet.

## Situation vor der Unabhängigkeit Tunesiens
Die ersten Medien, die in Tunesien eine größere Reichweite erreichen konnten, waren zu Beginn des 19. Jahrhunderts im Ausland gedruckte und vornehmlich an italienische Einwanderer gerichtete Zeitungen. Im Jahr 1838 entstand die erste in Tunesien gedruckte Zeitung, Il Giornale di Tunisi e di Carthagine. Erst 1860 erschien die erste arabische Zeitung ar-Râid at-tûnisî, die sich vornehmlich an die einheimische Bevölkerung richtete und auch neue Verordnungen der herrschenden Beys veröffentlichte. Der Druck privater Publikationen war verboten, da es jedoch vor allem in bürgerlichen Schichten das Bedürfnis nach eigenen Medien und die Mittel dafür gab, wurden diese im Ausland hergestellt und importiert.
Nach der Errichtung des französischen Protektorats 1881 hatten die Organe der eingerichteten Protektoratsverwaltung zunächst einen schweren Stand, erst 1884 gelang die Verbreitung eines französischen Amtsblattes. Im gleichen Jahr wurde das allgemeine Verbot der privaten Presse aufgehoben, allerdings musste zur Verbreitung einer Publikation eine hohe Kaution hinterlegt werden. Viele kleinere Zeitungsprojekte gingen schnell wieder ein oder konnten diese Hürde gar nicht erst überwinden. In der Folge entwickelten sich größere Blätter, die den Standpunkt der Protektoratsregierung wiedergaben und kritische Themen mieden. Mit der Zeit entwickelte sich erneut auch eine bürgerliche Presse. Es entstanden die ersten unabhängigen tunesischen Massenmedien, wenn auch noch mit niedriger Reichweite in bestimmten gesellschaftlichen Schichten.
Ein schwerer Eingriff in die Pressefreiheit folgte 1904, als ein französisches Dekret zwar die Rechte und Möglichkeiten für französische Zeitungen erweiterte, die Freiheiten der arabischen und privaten Blätter jedoch bis zur Möglichkeit eines Verbotes stark einschränkte. Hier zeigt sich der Konflikt zwischen der „französischen Kolonialpresse“ und den tunesischen Bemühungen, eigene Medien zu etablieren. Nationale Bestrebungen und Unabhängigkeitsgedanken sollten mit dieser Maßnahme im Keim erstickt werden. Einen weiteren Rückschlag stellte der Erste Weltkrieg dar, in dem alle arabischsprachigen Zeitschriften verboten wurden und auch die französische Presse starken Einschränkungen unterlag. Wichtige Herausgeber wurden inhaftiert oder gingen ins Exil. Ab 1920 folgten Lockerungen und eine Neubelebung des Zeitungsangebots, der Konflikt zwischen französischen Interessen und tunesischen Unabhängigkeitsbestrebungen bestand jedoch weiterhin. Der Einfluss der einheimischen Presse wurde mit Verboten und politischer Verfolgung gebremst.
Während des Zweiten Weltkriegs folgte eine weitgehende Lähmung der tunesischen Medienlandschaft. Im Tunesienfeldzug besetzten deutsche und italienische Truppen ab November 1942 das Land, und nur wenige von der Besatzung genehmigte Zeitungen konnten erscheinen. Im Mai 1943 kam es zum Sieg der Alliierten, und die Achsenmächte wurden aus Tunesien zurückgedrängt. Erst 1947 normalisierte sich die Situation wieder mit der Aufhebung des Ausnahmezustands und Lockerungen im Bereich der Medien. Auch wenn die seit 1887 als Kolonialzeitung bestehende Dépêche Tunisienne mit 20.000 Exemplaren pro Ausgabe weiterhin die auflagenstärkste Erscheinung war, entwickelte sich der tunesische Unabhängigkeitskampf nun endgültig zu einer Triebkraft der tunesischen Medien. Die Jahre bis 1956, dem Jahr der Unabhängigkeit, waren zwar weiterhin von scharfen Maßnahmen gegen die nationale Presse geprägt, trotz großer Schwierigkeiten konnten aber große Teile der Bevölkerung mit dem Gedanken eines eigenständigen Tunesiens erreicht werden.

## Situation nach der Unabhängigkeit: Zensur unter Habib Bourguiba

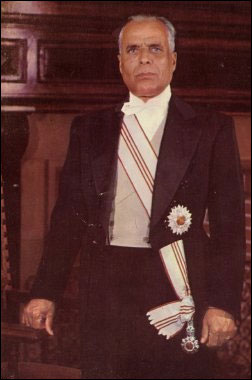
Habib Bourguiba, zwischen 1957 und 1987 der erste Präsident Tunesiens

Bereits 1920 wurde mit dem Aufkommen des tunesischen Nationalismus die Destur-Partei gegründet, die für ein selbstständiges Tunesien eintrat. Später spaltete sich davon der modernistisch und laizistisch orientierte Flügel als Neo-Destur ab. Zur Zeit der Unabhängigkeitserklärung gab es zwei große, wenn auch nicht auflagenstärkste, Zeitungen, die überwiegend den Standpunkt dieser Partei einnahmen. Zwischen 1955 und 1958 existierte ein weiteres, über Tunesien hinaus bedeutendes Blatt aus ihrem Umfeld, die Wochenzeitung L'Action lieferte ein großes Nachrichtenangebot und auch kritische Berichte. Noch bevor Habib Bourguiba, Gründer und Hauptakteur der Neo-Destur, 1959 zum ersten Präsidenten der Republik Tunesien wurde, überwarf er sich mit der Redaktion, entzog ihr das Vertrauen und erzwang somit die Einstellung der Zeitung. In dieser Zeit des Umbruchs waren auch andere politische Gegner Bourguibas und oppositionelle Medien von Verfolgung betroffen, so wurde die islamistische Zeitung As-Sabah, damals eine der fünf größten Zeitungen des Landes, einige Monate lang verboten. Bourguiba warf ihr vor, Partei für seinen innerparteilichen Gegner Salah Ben Youssef ergriffen zu haben.
Mit der Unabhängigkeit entstanden neue Gesetze, so garantierte die tunesische Verfassung seit 1956 die Presse- und Meinungsfreiheit. Ein Pressegesetz brachte aber auch Einschränkungen mit sich, die sich in Form des Verbots der Veröffentlichung falscher Informationen und der Regelung von Verstößen gegen die öffentliche Ordnung zeigten. Kritik am Präsidenten oder der Regierung konnte für Medien mit der Einstellung enden. Das Nebeneinander der staatlichen und „unabhängigen“ privaten Medien war somit von Richtlinien und politischer Verfolgung getrübt. Die privaten Printmedien nahmen in der Amtszeit Bourguibas überwiegend eine passive Haltung ein, Kritik betraf höchstens Themen, die für ganz Afrika oder die Arabische Welt galten. Während innenpolitischer Unruhezeiten gab es ab Ende der 70er Jahre vereinzelte Versuche, eine oppositionelle oder kritische Berichterstattung zu etablieren, die jedoch schnell scheiterten.
Seit der Unabhängigkeit entwickelte sich in Tunesien der Hörfunk, dem auf Grund des zunächst noch weit verbreiteten Analphabetismus, vor allem in den einfacheren Bevölkerungsschichten der ländlichen Regionen, eine besondere Bedeutung zukam. Aus der Zeit des französischen Protektorates stand der Regierung ein modernes Funkhaus zur Verfügung, welches nun ein staatliches Programm in französischer und arabischer Sprache aussendete. Bourguiba konnte nun mit wöchentlichen Radioansprachen, mit denen er nahezu alle Bevölkerungsschichten erreichen konnte, die öffentliche Meinung beherrschen. Ein 1957 eingeführtes Gesetz garantierte das staatliche Monopol für Radiosender und verhinderte jede Konkurrenz.
Der Selbstständigkeit Tunesiens folgte auch eine kulturelle Modernisierung, die sich unter anderem in den literarischen und künstlerischen Werken dieser Zeit ausdrückte. Die tunesische Literatur hatte schon länger auch kritische Werke hervorgebracht, die sich unter anderem mit der Unterdrückung des Menschen auseinandersetzten. Nach der Staatsgründung wurden auch die politischen und sozialen Probleme des neuen Tunesiens angeschnitten. Auf den noch jungen Theaterbühnen emanzipierten sich die Stücke zunehmend von den europäischen Vorlagen, die mit der französischen Besetzung ins Land kamen und versuchten auch hier, eine politische Dimension zu etablieren. Aus einer Generation junger Theaterschaffender, im Ausland mit Hilfe staatlicher Stipendien gut ausgebildet, entstanden in einigen innertunesischen Städten stark politisierte Theatergruppen. Obwohl diese nur ein kleines Publikum erreichten und von einem Großteil der Bevölkerung abgelehnt oder gar verachtet wurden, schuf das Ministerium für kulturelle Angelegenheiten eine Kommission „zur Beurteilung der Qualität“ der Stücke. Sie zensierte immer wieder Werke, in dem diese verkürzt, entschärft oder ganz verboten wurden. Auch auf lokaler Ebene bestanden Strukturen, um die Eignung eines Theaterstückes für die Region zu prüfen. Für die Theaterschaffenden bedeutete die Zensur teilweise schwere finanzielle Einbußen.
Eine Beeinflussung des Kultursektors durch die Regierung fand vor allem auch durch gezielte Förderungen in unpolitischen Bereichen statt. Der sich ab den 60er Jahren neu entwickelnde tunesische Film wurde maßgeblich durch die Regierung gefördert, die in diesem Medium Möglichkeiten zur Mitbestimmung der öffentlichen Meinung in Tunesien und der Werbung im Ausland sah. Viele Filmregisseure waren auf die umfangreichen Förderungen und Hilfen angewiesen und mussten dafür ein unpolitisches Profil bewahren. Der tunesische Film entfaltete daher nie das kritische Potential, wie es beispielsweise auf den Theaterbühnen zu finden war. Auch die Landschaft der Kulturfestivals wurde von den großen staatlichen Angeboten dominiert.
Zwar wurden unter Bourguiba zahlreiche einschränkende Instrumente der Zensur etabliert, auch auf juristischer und institutioneller Ebene, alles in allem sind die Einschränkungen der Presse- und Meinungsfreiheit und der Umfang der Maßnahmen jedoch nicht mit denen seines Nachfolgers vergleichbar.

## Tunesien ab 1987: Situation unter Ben Ali

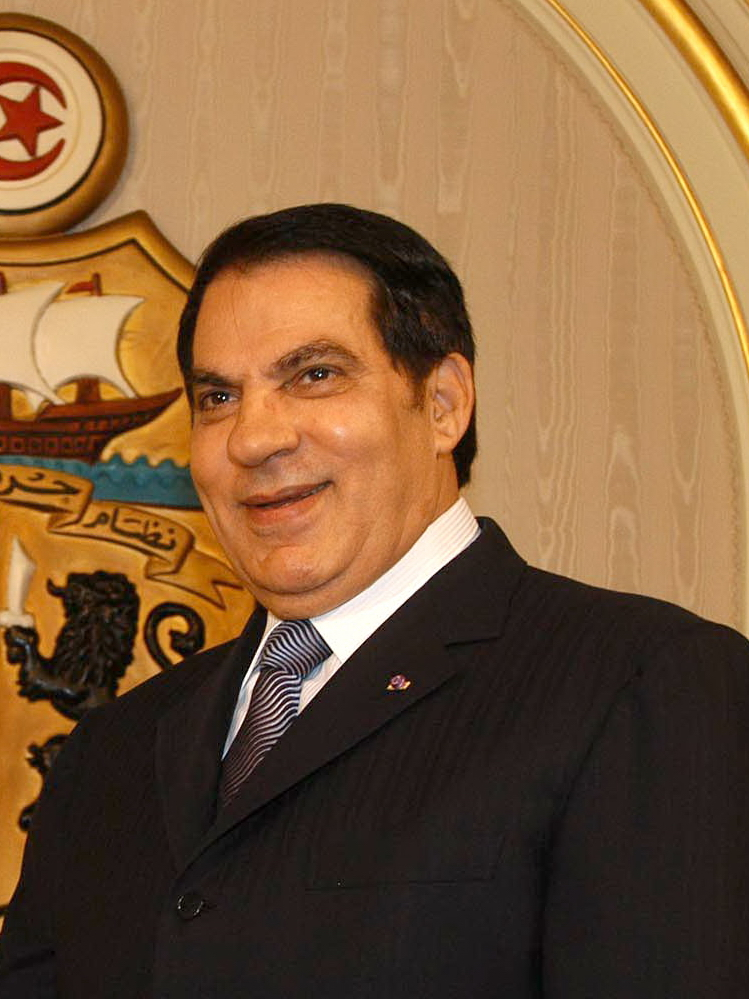
Zine el-Abidine Ben Ali, zwischen 1987 und 2011 autoritär regierender Präsident in Tunesien

Am 7. November 1987 wurde Bourguiba nach innenpolitischen Krisen und auf Grund seines Gesundheitszustands abgesetzt und Zine el-Abidine Ben Ali wurde neuer Präsident Tunesiens. Während seiner 23 Jahre langen Amtszeit fand eine „Ausweitung völliger staatlicher Kontrolle auf alle gesellschaftlichen Ebenen“ statt. Die Strukturen und Instrumente der Zensur wurden bis zu seinem Sturz während der Tunesischen Revolution 2011 kontinuierlich ausgebaut. Die Regierung kontrollierte nahezu die gesamte Medienlandschaft, auch wenn wenige unabhängige Medien geduldet wurden, um einen demokratischen Anspruch vorzutäuschen. Die Arbeit dieser Medien wurde weitestgehend behindert und war nur in geringem Umfang wahrnehmbar. Zugelassene private Medien waren überwiegend regierungstreu oder stark vom Staat beeinflusst. Auch eine Liberalisierung des Rundfunks ab 2003 brachte keine Verbesserung der Situation, angekündigte Reformen in Bezug auf die Pressefreiheit wurden nicht umgesetzt oder blieben wirkungslos.
Kritische Journalisten waren starker Repression ausgesetzt, es kam zu Arbeitsplatzverlusten, Verhaftungen und auch Misshandlungen. In diesem „Klima der Angst“ verzichteten die Medien durch Selbstzensur überwiegend auf Versuche, politische oder soziale Probleme anzusprechen oder Kritik an der Regierung zu üben. Die Maßnahmen der Repression und Zensur gingen überwiegend vom direkt dem Innenministerium unterstellten Informationsministerium aus, es existierten auch Gesetze zur juristischen Legitimierung. So erlaubte das Pressegesetz langjährige Haftstrafen bei Verleumdung von Behörden- oder Regierungsmitgliedern und eine sechsmonatige Haftstrafe bei Verleumdung von Privatpersonen. Die tunesische Regierung behauptete zwar offiziell, dass seit 1987 kein Journalist wegen seiner Arbeit verhaftet wurde, dennoch sind mehrere Fälle von zum Teil langjährigen Haftstrafen dokumentiert.
Seit der tunesischen Unabhängigkeit waren die Zensurbestrebungen nicht mit der Verfassung Tunesiens vereinbar, die unter anderem Meinungs- und Pressefreiheit zusicherte. Ebenso widersprachen sie zahlreichen internationalen Menschenrechtskonventionen, die von Tunesien unterzeichnet wurden. Die politische Realität und starke Zensur in Tunesien stand im Widerspruch zur äußeren Wahrnehmung der Situation. Die Verhältnisse wurden international kaum thematisiert und vergleichsweise selten kritisiert und stellten nie eine Gefahr für das gute Image des Landes vor allem im Bereich des Tourismus dar. Eine breitere Wahrnehmung erfolgte nur selten, so führte die Ausrichtung des Weltgipfels zur Informationsgesellschaft 2005 in Tunis zu Kritik am Vorgehen Ben Ali’s. Tunesische Aktivisten versuchten erfolglos, die Aufmerksamkeit für Forderungen nach Verbesserungen zu nutzen. Der Gipfel konnte nicht dazu beitragen, die Lage der Meinungs- und Pressefreiheit in Tunesien zu verbessern und eine weitere Verschärfung der Zensur zu verhindern.
Die tunesische Regierung beteuerte immer wieder, die Meinungs- und Pressefreiheit in Tunesien zu garantieren und versuchte, einen menschenrechtsfreundlichen Ruf aufrechtzuerhalten. Im Jahr 1990 wurde die dem Premierministerium unterstellte Agentur für Außenkommunikation eingerichtet. Seither überwachte diese Behörde alle Anfragen ausländischer Journalisten, unabhängig davon, ob es sich um politische Angelegenheiten handelte, und entwickelte auch die Imagekampagnen des Landes im Ausland wie die Werbemaßnahmen für den Tourismus. Im Internet betrieb die Regierung Spoofing und errichtete eine Internetseite nach dem Vorbild der Seiten der Menschenrechtsorganisation Amnesty International. Hier wurden die vermeintlichen Errungenschaften und Fortschritte der Menschenrechtssituation in Tunesien dargestellt und das Land als „exemplarisch für die Verwirklichung der Menschenrechte“ bezeichnet.
Insbesondere der Übergang ins Informationszeitalter wurde zu einer neuen Herausforderung für die Zensurbestrebungen unter Ben Ali. Mit dem Aufkommen des Internet wurde auch eine tiefgreifende Internetzensur eingerichtet. Trotzdem wird das Internet vielfach als ein Hauptgrund für das Gelingen der Tunesischen Revolution und damit für den Sturz Ben Ali’s und seines Zensurapparates bezeichnet.

### Printmedien

Einschätzung der Pressefreiheit weltweit im Jahr 2009 durch Reporter ohne Grenzen

Wie alle Medienbereiche unterlag auch das Zeitungs-, Zeitschriften- und Bücherangebot in Tunesien einer strengen Zensur. Die Auswahl und Inhalte der Zeitungen in Tunesien unter Ben Ali werden als einseitig, ähnlich und propagandistisch bezeichnet. Um eine Druckschrift zu verbreiten, war eine Genehmigung notwendig, die einfach verwehrt werden konnte. Selbst bei unpolitischen Druckerzeugnissen wurde die Bewilligung teilweise verzögert oder abgelehnt. Im Jahr 2010 lag Tunesien in der Rangliste der Pressefreiheit der Organisation Reporter ohne Grenzen auf Platz 164 und somit unter den letzten 15 Staaten der Erde.
Die auflagenstärksten Tageszeitungen waren 2005 die staatliche französischsprachige La Presse mit 55.000 Exemplaren täglich sowie die staatliche arabischsprachige Tageszeitung As-Sahafa. Daneben waren unter Ben Ali etwa ein Dutzend weiterer Zeitungen zugelassen, die als „regierungstreu“ bezeichnet werden. Dazu existierten aus dem Umfeld der wenigen erlaubten Parteien die Monatszeitschrift Attariq aljadid der Ettajdid-Bewegung sowie die wöchentlich erscheinende Al-Maoukif der Demokratischen Fortschrittspartei. Mit Auflagen von 3.000 und 5.000 Exemplaren konnten sie nur einen Bruchteil der Reichweite der großen Medien erlangen. Sie werden als unabhängig angesehen, waren in Anbetracht des allgemein restriktiven Rahmens jedoch weit von einer freien Berichterstattung entfernt. Die tunesische Regierung verwies gern auf die zahlreichen privaten Medienanstalten und die Toleranz gegen eine angebliche Meinungsvielfalt und behauptete auch, oppositionelle Zeitungen zu unterstützen.

„Die Regierung würde uns gerne schließen – aber auf der anderen Seite nutzt sie uns als Feigenblatt für eine freie Presselandschaft in Tunesien. Jegliches Vorgehen gegen uns würde den internationalen Ruf schädigen.“

Eine Zensur im Sinne eines Verbreitungsverbotes von Druckschriften betraf vor allem ausländische Zeitungen. Während tunesische Medien im Zweifelsfall nicht gedruckt wurden, konnte das Erscheinen vor allem europäischer und arabischer Zeitungen nur durch Import- und Verbreitungsverbote verhindert werden. Zahlreiche Publikationen waren verboten, Tageszeitungen aus Frankreich wie die Le Monde oder Libération wurden regelmäßig zurückgehalten oder verspätet ausgeliefert. Juristisch war das Informationsministerium befugt, die Verbreitung ausländischer Zeitungen ohne Begründung und ohne Möglichkeit des Widerspruchs zu verbieten.
Im Mai 2005 versprach Ben Ali Reformen zur Lockerung der Restriktionen, darunter auch die Abschaffung der Genehmigungspflicht für Publikationen. Kleinere Maßnahmen wurden umgesetzt, darunter die Aufhebung des Dépôt légal, der Pflicht jeder Zeitung, ein Exemplar nach dem Druck beim Innenministerium zu deponieren. Andere Reformen wurden stark verschleiert, großartige Veränderungen waren ebenso wenig zu beobachten wie ein Kontrollverlust der Regierung. Die Versprechungen des Präsidenten wurden somit nicht eingehalten.
Im Mai 2004 wurde unter der Beteiligung bekannter Personen, die auf Grund ihrer internationalen Beachtung schwerer verfolgt werden konnten, die unabhängige journalistische Gewerkschaft Syndicat des Journalistes Tunisiens (SJT) gegründet. Mit diesem Schritt sollte ein Gegengewicht zur bestehenden regierungstreuen Gewerkschaft Association des Journalistes Tunisiens gebildet werden, die spätestens in der Ära Ben Ali ihre Unabhängigkeit verloren hatte. Ein Jahr nach der Gründung veröffentlichte die Gruppe einen Bericht zur Lage der Medien in Tunesien, der die bestehenden Verhältnisse aufzeigte und wirklichem Journalismus in Tunesien eine weitestgehende Bedeutungslosigkeit zuschrieb. Weiterhin wurden Druckmittel wie Weisungen und Richtlinien für private Medien beschrieben und Fälle aufgeführt, in denen Medien gegen die Auffassung der Regierung verstießen und sanktioniert wurden.
Kritischen Journalisten drohten Einschränkungen in allen Lebensbereichen, wobei zunächst ein Verlust des Presseausweises oder des Arbeitsplatzes stand. Im Widerspruch zur Aussage der Regierung, dass unter Ben Ali nie Journalisten inhaftiert wurden, stehen einige teilweise mehrjährige Verurteilungen, vor allem wegen Verleumdung. Ebenfalls kam es zu Hetzkampagnen und Übergriffen wie gegen die Journalistin Sihem Bensedrine, die auch verhaftet wurde und der Regierung Misshandlung vorwirft. Unter Beteiligung privater Medien wurde sie öffentlich diffamiert und so unglaubwürdig gemacht. Im Mai 2000 wurde der Journalist Riadh Ben Fadhel kurz nach der Veröffentlichung eines kritischen Berichts in der französischen Tageszeitung Le Monde von Unbekannten angeschossen und verletzt. Ein weiterer Fall ist die jahrelange Verfolgung von Taoufik Ben Brik, der als einer der schärfsten Kritiker Ben Alis zählte und häufig für ausländische Zeitungen schrieb. Mehrmals wurde er inhaftiert und angegriffen, auch Familienangehörige waren den Repressionen ausgesetzt. Nachdem er immer wieder an der Ausreise gehindert wurde und seinen Reisepass nicht zurückerhielt, trat er im Jahr 2000 in einen wochenlangen Hungerstreik. Bereits Anfang der 90er Jahre wurde er als Redakteur einer Zeitung entlassen und erhielt ein Publikationsverbot in Tunesien. Ben Briks Hungerstreik bedeutete auch das Ende des Verlagshauses Aloès, in dessen Räumlichkeiten er seine Aktion durchführte. Der Verlag war erst ein Jahr zuvor von europäischen und tunesischen Intellektuellen, darunter kritischen Journalisten wie Sihem Bensedrine gegründet worden.
Auch Bücher waren genehmigungspflichtig und unterlagen restriktiver Zensur. Viele vor allem politische Werke, aber auch Bücher über tunesische Geschichte, Sexualität, Frauenrechte oder Islamismus waren verboten und durften weder importiert noch verbreitet werden. Eine offizielle Liste der entsprechenden Publikationen bestand jedoch nicht, Bestellungen aus dem Ausland wurden im Einzelfall geprüft. Die Ablehnung der Genehmigung wurde nicht begründet, die Genehmigungsprozedur von im Endeffekt zugelassenen Büchern teilweise verzögert. Die Situation für Filme und elektronische Medien wie CDs war ähnlich. Verbotene Medien wurden teilweise aus dem Ausland eingeschmuggelt.

### Rundfunkmedien
Die Landschaft der Rundfunkmedien in Tunesien wurde lange Zeit allein von staatlichen Sendern geprägt. Im Fernsehen waren die Programme TV7 und Canal 21 zu empfangen, landesweit existieren mehrere staatliche Radiosender. Im Jahr 2003 öffnete die tunesische Regierung die Medienlandschaft für private Rundfunkanbieter und kündigte diesen Schritt auch in Hinsicht auf die Presse- und Meinungsfreiheit als „Liberalisierung“ an. Die Etablierung einer unabhängigen Rundfunkberichterstattung wird jedoch weitestgehend als gescheitert angesehen, da die Zulassung einer privaten Sendelizenz vom Innenministerium erfolgen musste. Viele Anträge wurden nicht bearbeitet, so wurde auch aus dem Umfeld der oppositionellen Wochenzeitung Al-Maoukif versucht, eine Lizenz für ein Radio- sowie ein Fernsehprogramm zu erhalten. Zudem standen der Regierung ähnliche Druckmittel wie im Bereich der Printmedien zur Verfügung. Alles in allem standen die audiovisuellen Medien auch nach den Reformen nahezu komplett unter staatlicher Kontrolle.
Als erster privater Rundfunkanbieter ging im November 2003 der Radiosender Mosaïque FM auf Sendung. Nach eigenen Angaben stand er der Regierung nahe, nahm jedoch auch für sich in Anspruch, freie Meinungsäußerungen zu ermöglichen und bisher in Tunesien nicht diskutierte Themen wie Sexualität und Arbeitslosigkeit anzusprechen. Er verpflichtete sich zur Umsetzung zahlreicher Auflagen zur Einschränkung politischer Berichterstattung, zudem erfolgte die Besetzung hoher Senderposten in Absprache mit der Regierung. Unter ähnlichen Bedingungen entstanden in den nächsten Jahren weitere private Rundfunkstationen, darunter auch der Sender ZitounaFM aus dem direkten Umfeld des Präsidenten. Eine Ausnahme bildete Radio Kalima, das nie eine Sendelizenz erhielt und seit 2008 als Internetradio zu hören war. Stark verfolgt war der Sendebetrieb nur aus dem Untergrund möglich. Nachdem der Sender Ende Januar 2009 auch über eine Satellitenfrequenz empfangen werden konnte, wurde das Radio geschlossen. Dabei wurde ein Journalist festgenommen. Aus Frankreich konnte Radio Kalima als Internetradio weiterbestehen. Einzelne Journalisten versuchten auch weiterhin, unabhängig aus Tunesien zu berichten.
Im Februar 2005 ging der Fernsehsender Hannibal TV auf Sendung, der inzwischen Marktführer in Tunesien geworden ist. Der Sender bietet jedoch ausschließlich ein Unterhaltungsprogramm und keine Nachrichtensendungen. Ein ähnliches Format ging im März 2007 mit Nessma TV auf Sendung.
Ausländische TV-Sender, die über Satellit empfangen werden können, sind auch in Tunesien empfangbar, jedoch waren die Internetangebote von Sendern wie Al Jazeera und al-Arabiya gesperrt.

### Internetzensur
| Zensiert  | Teilweise zensiert |
| Überwacht | Freier Zugang      |

Zugang zum Internet weltweit im Jahr 2008, nach Reporter ohne Grenzen, Tunesien ist unter den wenigen Ländern mit zensiertem Internetzugang aufgeführt

Ben Ali bezeichnete das Internet schon früh als wichtiges Instrument für die Entwicklung Tunesiens und verwies in diesem Zusammenhang auf den Nutzen für die Wirtschaft, aber auch auf die Bedeutung für die Gesellschaft, Freiheit und Gerechtigkeit. Seit 1997 sorgen private Provider für die Versorgung Tunesiens mit Internet, die Regierung investierte in eine moderne Infrastruktur. Ab etwa 2005 stieg die Zahl der User stark an und lag 2009 bei einem vergleichsweise hohen Wert von etwa 3,5 Millionen Menschen, mehr als ein Drittel der Gesamtbevölkerung Tunesiens.
Das tunesische Telekommunikationsnetz ist stark zentralistisch aufgebaut und daher leicht zu kontrollieren. Für das gesamte Land gibt es nur eine Backbone-Hauptleitung (AS2609). Im Jahr 1996, noch vor der privaten Einführung des Internet, wurde die tunesische Internetagentur Agence tunisienne d'Internet (ATI) gegründet, die seit dem den gesamten Internetverkehr und DNS-Dienste über einen zentralen Punkt kontrolliert. Alle privaten Provider beziehen ihre Kapazitäten von dieser Behörde.
Mit der Agentur richtete die Regierung eine umfassende Internetzensur ein, die sich vor allem gegen oppositionelle politische Seiten, Websites zu Menschenrechtsthemen, Anleitungen zur Umgehung von Internetsperren sowie Pornografie und freizügige Darstellungen richtete. Seit der Verbreitung des Internet gab es gesperrte Inhalte, mit dem Aufkommen des Web 2.0 wurde die Internetzensur in Tunesien jedoch ab etwa 2007 verstärkt. Seit 2001 sind Fälle bekannt, in denen Online-Aktivisten oder Menschen, die die Sperren umgingen, inhaftiert wurden.
Technisch funktionierten die Zensurmaßnahmen, in dem Anfragen an bestimmte URLs, IP-Adressen und Hosts an der Proxy-Schnittstelle der Internetagentur ATI abgefangen und herausgefiltert wurden. Beim Aufruf einer solchen Seite erschien der Fehlercode 404 Not Found, wie er auch bei tatsächlich nicht existierender Seiten erscheint. In der tunesischen Internetgemeinde wurden diese Fehlermeldungen als "Ammar 404" verspottet. Wahrscheinlich wurde die Software Smartfilter eingesetzt, mit der automatisch der Zugriff auf bestimmte Kategorien von Seiten verhindert werden kann. Immer wieder kam es auch zu massiven Hackerangriffen auf Webseiten und Blogs, bei denen eine Beteiligung der Regierung jedoch nur vermutet werden kann.
Neben einer Sperrung von Seiten mit islamistischem, pornografischem und freizügigem Inhalt wurden zunehmend politische Seiten und Nachrichtenportale wie die der arabischen Sender Al Jazeera und al-Arabiya gesperrt. Ab 2007 waren in Tunesien auch die Videoportale YouTube und Dailymotion nicht mehr erreichbar. Ebenso wurden immer neue Blogs herausgefiltert, dabei reichte die Erwähnung von Ereignissen, die von den zugelassenen Medien verschwiegen wurden. Im Zuge der Unruhen in Gafsa 2008 kam es zu einer weiteren Welle von Sperrungen, vor allem gegen Seiten, die über Aktivitäten und Auseinandersetzungen in der Region berichteten. Im August 2008 gab es Versuche, Facebook zu sperren. Im April 2010 kam es zu einer erneuten Ausweitung der Maßnahmen, denen nun auch Flickr und Seiten der legalen Opposition zum Opfer fielen. Trotz der umfangreichen Zensur beteuerte die Regierung zu jeder Zeit, es seien nur Seiten mit terroristischem und pornografischem Inhalt unzugänglich.
Ab 2008 wurde vermutet, dass die Regierung mit dem Deep-Packet-Inspection-Verfahren gezielt E-Mail-Accounts überwacht und sich in den Besitz von Passwörtern brachte. Das verschlüsselte HTTPS-Protokoll wurde häufig blockiert, um die leichte Angreifbarkeit zu sichern. Ebenso kam es zu gezielten Phishing-Attacken, um Zugang zu E-Mail-Postfächern zu erhalten oder Facebook- und Blog-Profile zu übernehmen.
Viele Menschen in Tunesien nutzen öffentliche Internetcafés, sogenannte Publinets, die angehalten waren, unerwünschte Aktivitäten der User zu unterbinden und Verdächtiges zu melden. In den Cafés wurde offen darauf hingewiesen, dass der Besuch gesperrter Seiten verboten ist, im Zweifelsfall drohten auch den Eigentümern Konsequenzen. Verbindungsdaten der User wurden häufig mitgeschnitten und mit den persönlichen Angaben, die vor der Nutzung verlangt werden konnten, verknüpft. Im Jahr 2004 wurde eine in einem Internetcafé in Zarzis festgenommene Gruppe junger Menschen wegen der Umgehung der Internetsperren und wegen des Verdachts auf Terrorismus zu langjährigen Haftstrafen verurteilt. Sie waren festgenommen worden, nachdem sie von der Regierung als islamistisch eingestufte Seiten besucht hatten.

### Verschärfungen während der Tunesischen Revolution

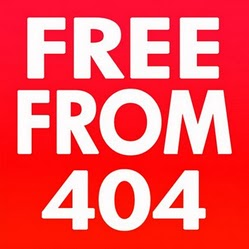
Protestbanner als Symbol gegen die staatliche Zensur mit der Fehlermeldung 404

Nach der Selbstverbrennung des Gemüsehändlers Mohamed Bouazizi in Sidi Bouzid kam es in der Region zu ersten Protesten, die sich später auf ganz Tunesien ausweiteten und zur Revolution in Tunesien führten. Zunächst verbreiteten sich Nachrichten über die Ereignisse jedoch nur schleppend und drangen kaum aus der Gegend im Landesinneren heraus. Journalisten wurden daran gehindert, in die Region zu reisen und über die Proteste zu berichten, die Massenmedien erwähnten das Geschehen nicht. Nach wenigen Tagen setzten Berichte über Facebook und Twitter ein, die eine Verbreitung der Ereignisse in ganz Tunesien und schließlich darüber hinaus ermöglichten. Kommentare, Fotos und Videos zeugten von anhaltenden Protesten, Unruhen und Gewalt staatlicher Sicherheitskräfte.
Mit der Verbreitung der Nachrichten über das Internet verschärfte sich in den Tagen um den Jahreswechsel 2010/2011 zunehmend auch die Internetzensur. Die Zahl der gesperrten Seiten stieg stark an und erste Berichte ausländischer Medien waren in Tunesien nicht verfügbar. Neben zahlreichen Facebookseiten und -gruppen mit zum Teil mehreren tausend Mitgliedern wurde auch der Funktionsumfang der Plattform selbst zensiert, um den Upload von Bildern und Videos zu verhindern und die Verbreitung des Bildmaterials einzudämmen. Daneben kam es zu einer Häufung staatlicher Phishing-Attacken und Einbrüche in Facebook- und E-Mail-Accounts, wobei erneut der Zugriff auf das verschlüsselte HTTPS-Protokoll verhindert wurde, um diese Angriffe zu ermöglichen. Am 2. Januar startete das Anonymous-Kollektiv Hackerangriffe auf verschiedene Seiten der tunesischen Regierung, um auf die Ereignisse aufmerksam zu machen und die Proteste zu unterstützen.
Anfang Januar 2011 wurden mehrere Journalisten und Online-Aktivisten in Tunesien festgenommen, darunter Redakteure von Radio Kalima und der Zeitung Al-Maoukif. Auch der Rapper El Général, dessen politische Lieder als „Soundtrack der Revolution“ bezeichnet werden, wurde für wenige Tage inhaftiert. Er musste eine Erklärung unterzeichnen, auf des Verfassen und Aufführen politischer Texte zukünftig zu verzichten.
Die Ausweitung der Zensurmaßnahmen im Zuge der Revolution konnten nicht verhindern, dass die Proteste aus dem Landesinneren darüber hinaus bekannt wurden und sich schließlich auf ganz Tunesien ausweiteten. Die Masse an Nachrichten führte dazu, dass die tunesische Bevölkerung trotz Zensur über die Ereignisse informiert werden konnte. Am 13. Januar 2011 versprach Ben Ali in einer Fernsehansprache unter anderem Pressefreiheit und Lockerungen der Internetzensur, nach anhaltenden Demonstrationen und Unruhen floh er jedoch schon am nächsten Tag aus Tunesien.

## Situation nach der Revolution
Nach der Flucht des Präsidenten wurde eine Übergangsregierung gebildet, der unter anderem auch der während der Revolution inhaftierte Blogger Slim Amamou angehörte. Sie gab bekannt, die Zensur aufzuheben und vollständige Meinungs- und Pressefreiheit herzustellen. Die unklare Situation und die Unübersichtlichkeit der Zensurstrukturen, die der ehemaligen Regierung lange Zeit zur Verfügung standen, erschwerten diese Bemühungen jedoch zunächst. So konnten die Internetsperren erst nach einer Woche aufgehoben werden. Amamou verkündete diesen Schritt über Twitter und teilte mit, dass es Schwierigkeiten bei der Aufhebung gibt, da die Internetdienste in den Händen Ben-Ali-treuer Techniker lägen.
Einige Webseiten waren auch danach weiterhin gesperrt, was mit der Gesetzeslage begründet wurde. Dazu zählten vor allem pornographische Seiten, aber auch das Imageboard 4chan. Es sollte eine Liste aller gesperrten Seiten veröffentlicht werden, zudem waren unzugängliche Seiten nun mit einem Hinweis versehen. In französischer, arabischer und englischer Sprache wurde darauf hingewiesen, dass die gesperrte Seite moralisch bedenkliche, gewaltverherrlichende oder zum Hass aufstachelnde Inhalte enthalte, daneben war eine E-Mail-Adresse für Beschwerden angegeben.
Nachdem ab Anfang Februar 2011 zunächst auch diese Seiten zugänglich wurden, entschied der tunesische Gerichtshof Ende Mai, pornographische Seiten im Sinne des Jugendschutzes zu sperren. Die tunesische Internetagentur ATI, früher selbst maßgeblich an der Internetzensur beteiligt, ging gegen das Urteil in Revision und erklärte Bedenken gegen eine erneute Filterung von Internetseiten. Im August bestätigte das Berufungsgericht jedoch die Entscheidung aus erster Instanz. Aufsehen erregte daneben die Sperrung von vier Facebook-Seiten im Mai 2011, die auf Verlangen des tunesischen Militärs zensiert wurden. Als Begründung wurde eine „Beschädigung des Ansehens der Streitkräfte und das Verbreiten von Unruhe“ angeführt.
Zu Verzögerungen kam es nach der Revolution vor allem auch bei der Rücknahme alter juristischer Bestimmungen und Verbote. Da Gesetzesreformen erst ausgearbeitet werden mussten, entstanden juristische Grauzonen, beispielsweise im Bereich der Genehmigungspflicht für Medien. So teilte die Zollbehörde nach der Flucht Ben Alis im Januar 2011 mit, dass für die Einfuhr von Büchern, Filmen oder elektronischen Medien keine Genehmigung mehr nötig sei, eine gesetzliche Aufhebung erfolgte jedoch erst Anfang März. Auch die Beantragung von privaten Rundfunk-Lizenzen war weiterhin mit Schwierigkeiten verbunden. Noch Monate nach der Revolution hatte das unter Ben Ali verbotene und verfolgte Radio Kalima keine Sendelizenz erhalten. Auch hier liegt der Verdacht nahe, dass die Verzögerungen auf Strukturen des alten Regimes zurückzuführen sind, die in einigen Bereichen noch immer eine unabhängige Berichterstattung verhindern können.
Mit dem wachsenden Einfluss von islamistischen Strömungen und der unter Ben Ali verbotenen gemäßigt-islamistischen Partei Ennahda werden erneute Einschränkungen der Meinungsfreiheit befürchtet und beobachtet. Für internationales Aufsehen sorgten im Oktober 2011 die Ereignisse nach der Ausstrahlung des französischen Zeichentrickfilms Persepolis im tunesischen Nessma TV. Der Film führte auf Grund der bildlichen Darstellung Gottes zu zahlreichen Protesten in Tunesien und zu Bedrohungen von Mitarbeitern des Senders. Der Senderchef Nabil Karoui musste sich ab Januar 2012 vor Gericht verantworten, ihm wurden wegen der Ausstrahlung von Persepolis Verstöße gegen religiöse Werte und die Störung der Öffentlichen Ordnung vorgeworfen. Auch andere Journalisten wurden durch Islamisten bedroht, so machte Lina Ben Mhenni bekannt, dass sie auf Grund ihrer Kritik an radikalen islamistischen Ansichten Morddrohungen erhielt. Im Februar 2012 verkündete Samir Dilou, Menschenrechtsminister der Ennahda, dass er ein Verbot des im März 2011 gegründeten Homosexuellen-Magazins Gayday befürworte. In einer Fernsehsendung bezeichnete er die Zeitschrift als Grenzüberschreitung der Redefreiheit, da sie gegen die „durch Religion und Tradition gesetzten Grenzen“ verstoße. Mitte Februar 2012 wurden der Herausgeber Nasreddine Ben Saida und zwei Journalisten der Tageszeitung Attounissia vorübergehend festgenommen, nachdem das Blatt ein freizügiges Foto des Fußballprofis Sami Khedira und seiner Freundin abdruckte. Journalisten der Zeitung erhielten nach der Veröffentlichung Morddrohungen von Islamisten. Im März verurteilte ein Gericht Ben Saida wegen der Veröffentlichung zu einer Geldstrafe von 1000 Tunesischen Dinar (umgerechnet etwa 500 Euro) und entschied, dass alle noch existierenden Exemplare der betreffenden Zeitungsausgabe vernichtet werden müssen. Ende März wurden zwei Männer zu jeweils siebeneinhalb Jahren Haft verurteilt, weil sie auf ihrem Facebook-Profil Karikaturen veröffentlichten, die den Propheten Mohammed nackt zeigten.
Um die weiterhin bestehenden Einschränkungen der Pressefreiheit in Tunesien stärker zu beobachten, eröffnete die Organisation Reporter ohne Grenzen im Oktober 2011 ein Büro in Tunis. In einem offenen Brief an die tunesische Regierung beklagte die Organisation zum ersten Jahrestag der Revolution erneut wachsende Repressionen gegen Journalisten und teilweise noch immer bestehende Strukturen des alten Regimes. Auch die Bedrohung der Presse- und Meinungsfreiheit durch islamistische Bedrohungen wurde thematisiert.
Reporter ohne Grenzen machte eine Reihe von konkreten Verstößen gegen die Presse- und Meinungsfreiheit und von Übergriffen auf Journalisten bekannt. So wurden im Januar 2012 zwei Journalistinnen, die eine Demonstration von Hochschulangestellten begleiteten, von Sicherheitskräften angegriffen. Auch in den Monaten zuvor kam es zu ähnlichen Zwischenfällen, meist unter Beteiligung von Sicherheitskräften in Zivil. Dabei wurden zum Teil auch größere Gruppen internationaler Journalisten angegriffen. In einem anderen Fall eines Verstößes gegen die Pressefreiheit wurde die Verbreitung von zwei französischen Wochenzeitungen behindert, weil diese ein Bild Mohammeds zeigten. Für Unmut sorgte in Tunesien auch die Besetzung mehrerer Chefposten staatlicher Medien unter Einflussnahme der Regierung Anfang 2012.
Alles in allem hat sich die Lage trotz der Einschränkungen und vereinzelten Übergriffe jedoch deutlich verbessert. Die Instrumente staatlicher Zensur wurden überwiegend abgeschafft, vereinzelte Strukturen der alten Regierung unter Ben Ali sind jedoch noch erkennbar. Gesetzesreformen trugen zu einem höheren juristischen Schutz der Meinungs- und Pressefreiheit bei. Eine unabhängige Berichterstattung ohne staatlichen Einfluss ist weitgehend möglich und befindet sich in Entwicklung.